# 半井小絵
半井 小絵 （なからい さえ、1972年12月26日 - ）は、日本の気象予報士、タレント、女優、保守活動家。特定非営利活動法人火山防災推進機構客員研究員。

## 来歴
家系図によると、和気清麻呂（和気氏）の分家の子孫であると述べている。兵庫県伊丹市出身。早稲田大学大学院アジア太平洋研究科修了。
関西学院大学卒業後、日本銀行（日銀）に入行。日銀在職時は人事、総務、秘書を担当。大阪支店在職中の2001年3月に、気象予報士の資格を受験4回目で取得。同年5月、日銀を退職し、6月に気象会社に転職。
その後、オーディションを受け、2002年4月より、NHK総合の関東・甲信越ローカルのコーナーで気象情報を担当。。
2004年3月、藤井南美の後任として『NHKニュース7』（平日）の気象情報担当に起用され、“7時28分の恋人” と呼ばれた。
なお、2008年に伊丹市から、同市をPRする「伊丹大使」の委嘱を受けた。
2011年3月、『NHKニュース7』の契約満了降板。
民放の番組に出演しはじめ、2012年にセント・フォースへ移籍し、タレント活動を開始。2016年からフリーランスで活動中。
民放番組への出演については「#テレビ（民放）」の節で説明。
2014年から女優業にも進出し、耀涼音（あき すずね）の別芸名にて、劇団夜想会主宰である野伏翔から演技指導を受け、2017年2月拉致問題啓発舞台劇にてデビューする。
2022年現在、月刊WiLL、Hanada等で保守論客としての執筆活動を盛んに行っている。

## 出演

### レギュラー

#### インターネット動画配信
- 真相深入り!虎ノ門ニュース（DHCテレビ）- 2015年4月6日 - 2018年4月25日※水曜コメンテーター（隔週）

#### テレビ
- 気象情報 （NHK総合）- 2002年4月1日 - 2004年3月26日※関東･甲信越地区ローカル
- NHKニュース7 （NHK総合）- 2004年3月29日 -2011年3月25日
- フジテレビに出たい人TV （フジテレビ）- 2012年4月9日 - 9月17日

#### ラジオ
- TOKYO JUKEBOX※半井 お天気NAVI♥（TBSラジオ）- 2016年9月 - 2017年3月

### 不定期
NHK契約キャスター時代も含む

#### テレビ（NHK）
- きらり10代!あこがれ仕事百科（NHKラジオ第1放送）- 2004年6月18日
- お元気ですか日本列島（NHK総合）- 2004年7月1日、7日
- 土曜スタジオパーク（NHK総合）- 2004年10月23日
- ラジオ版 学問ノススメ（JFN系列）- 2006年12月
- 第57回NHK紅白歌合戦（NHK総合）- 2006年12月31日
- 土曜スタジオパーク（NHK総合）- 2007年2月24日
- いよっ!日本一（NHK総合）- 2009年7月31日
- 日めくり万葉集（301）（NHKBS-hi）- 2010年6月21日
- お天気バラエティー気象転結（NHK総合）- 2010年8月19日

#### テレビ（民放）
- 心ゆさぶれ!先輩ROCK　YOU（日本テレビ）- 2011年7月
- くりぃむクイズ ミラクル9（テレビ朝日）- 2012年9月
- Jukugo　Awase（フジテレビ）- 2012年12月
- クイズ!ガットショット（フジテレビ）- 2013年1月
- たかじんのそこまで言って委員会（読売テレビ）- 2013年5月
- クイズプレゼンバラエティー Qさま!!（テレビ朝日）- 2013年6月
- 踊る!さんま御殿!!（日本テレビ）- 2013年10月
- ペケ×ポン（フジテレビ）- 2013年12月、2014年1月
- Recipe・en　レシピ・アン（BSフジ）- 2014年1月
- ボクらの地球（BS朝日）- 2014年8月
- 人気お天気キャスター大集合 本当にヤバイ異常気象　日本はどうなるんだSP（フジテレビ）- 2014年9月
- 5時に夢中!（TOKYO MX）- 2015年6月10日
- めちゃ×2イケてるッ!しれっと19周年なんで目指せ問題ゼロスペシャル!!（フジテレビ）- 2015年10月3日※抜き打ちテストに参加。
- 山へ行こうよ!六甲山・摩耶山（サンテレビ） - 2016年8月7日
- 神戸開港150年特番　平成29年新年合同祝賀会（サンテレビ） - 2017年1月8日
- 兵庫県政150周年記念 特別番組 平成30年 新年合同祝賀会（サンテレビ） - 2018年1月7日
- 激論!SundayCross（TOKYO MX）- 2018年6月17日

#### ラジオ
- サタデートーク （TBSラジオ）- 2006年12月16日
- トーキングウィズ松尾堂（NHK-FM）- 2010年5月23日

### 舞台
- めぐみへの誓い―奪還―（2017年 - 2024年） - 田口八重子 役[8][9]
- 黄昏のメルヘン（2017年10月、シアターグリーン）[10]
- 祖国への挽歌 　～日系マフィア ジョーの伝説～（2019年6月、俳優座劇場）[11]
  - 祖国への挽歌（2023年9月、俳優座劇場）[12]
- 舞台『WAKE-不滅の英雄★和氣清麻呂-』（2020年12月、インターネット配信）[13]
- 朗読劇『僕と彼女の残酷な嘘』（2021年2月、中目黒BEST TVスタジオ）[13]
- 朗読劇『艶姿純情BOY』（2021年7月、中目黒BEST TVスタジオ）[13]
- 朗読劇『ボクと7通の手紙』（2021年10月、秋葉原ハンドレッドスクエア倶楽部）[13]
- 女医レイカ～心の声がきこえますか～（2022年5月、池袋シアターグリーン）- 主演・氷室レイカ 役[14]
  - 舞台　女医レイカ２（2024年9月、新宿シアターモリエール）- 主演・氷室レイカ 役[15]
- 帰って来た蛍 ～令和への伝承～（2022年7月、俳優座劇場）[16]
  - 帰って来た蛍 ～永遠の言ノ葉～（2024年6月、俳優座劇場）[17]
- 12人の怒れる者たち（2022年12月、中目黒トライ）[13]
- 年金未納者ミャーキ（2023年4月、あうるすぽっと）[18]
- 朗読劇『劇場の魔法』（2023年10月、三鷹Rｉ劇場）- 現代の精霊 役[13]
- 朗読劇『クリスマス・キャロル』（2023年11月、三鷹Rｉ劇場）[13]
- 朗読劇『名探偵サトラレ』（2024年5月、三鷹Rｉ劇場）[19]
- ＩＮＦＥＣＴＯＲ・Ｚ！（2024年8月、中目黒トライ）[20]
- 劇団夜想会アトリエ公演『12』（2024年10月、中板橋新生館スタジオ）- 8番陪審員 役[21]
- 朗読ミュージカル『ある家族』（2025年1月、築地ブディストホール）[22]
- ものまねスター誕生（2025年2月、中目黒キンケロ・シアター）[22]

### 映画
- 空と山と緑～遥かなる旅路～（2022年6月3日、監督：柿崎ゆうじ）[13]

## 作品

### 書籍

#### 単著
- 『半井小絵のお天気彩時記』（2006年9月5日、かんき出版）ISBN 4761263695
- 『半井小絵の季節の小箱』（2010年3月16日、かんき出版）ISBN 4761266732

#### 監修
- 田中つかさ『お天気ガール』（2011年11月29日、実業之日本社）ISBN 978-4408173559

#### 写真集
- 雲の向こうへ（2014年11月7日、イーネット・フロンティア、撮影：佐藤裕之）ISBN 978-4862058904

### DVD
- 心模様（2014年12月12日、イーネット・フロンティア）

## カレンダー
- NHK気象予報士お天気カレンダー 平成19年版（2006年10月、NHKサービスセンター）ISBN 4871089371
- NHK気象予報士 2008年カレンダー（2007年11月9日、NHKサービスセンター、ハゴロモ）ASIN B000YKWYPK
- NHK気象予報士 2009年カレンダー（2008年10月27日、NHKサービスセンター、ハゴロモ）ASIN B001ESSN2O
- NHK気象予報士 2010年カレンダー（2009年10月28日、NHKサービスセンター、ハゴロモ）ASIN B002M34874